# Beccarinda tonkinensis
Beccarinda tonkinensis är en tvåhjärtbladig växtart som först beskrevs av François Pellegrin, och fick sitt nu gällande namn av Brian Laurence Burtt. Beccarinda tonkinensis ingår i släktet Beccarinda och familjen Gesneriaceae. Inga underarter finns listade i Catalogue of Life.